# Kongress von Erzurum
Der Kongress von Erzurum (türkisch Erzurum Kongresi) war eine Konferenz von Mitgliedern der türkischen Nationalbewegung, die vom 23. Juli bis zum 4. August 1919 in Erzurum stattfand. Am Kongress nahmen Delegierte aus sechs östlichen Vilâyets des Osmanischen Reiches teil, von denen viele von alliierten Truppen besetzt waren. Der Kongress spielte eine bedeutende Rolle bei der Formung einer nationalen Identität der modernen Türkei.

## Hintergrund

### Waffenstillstand von Moudros
In den Monaten vor dem Ende des Ersten Weltkrieges hatte das Osmanische Reich eine umfassende Umstrukturierung erfahren. Im Juli des Jahres 1918 starb Sultan Mehmed V. und sein Halbbruder Mehmed VI. folgte auf den Thron. Die Mitglieder der Regierung, die aus dem parteiähnlichen Komitee für Einheit und Fortschritt stammten und zwischen 1913 und 1918 die osmanische Regierung stellten, hatten ihr Amt niedergelegt und waren kurz darauf aus dem Land geflüchtet. Erfolgreiche alliierte Offensiven in Saloniki an der mazedonischen Front stellten eine direkte Bedrohung für die osmanische Hauptstadt Konstantinopel dar. Mehmed VI. ernannte Ahmed İzzet Pascha zum Großwesir und beauftragte ihn damit, einen Waffenstillstand mit den Alliierten auszuhandeln und damit die Teilnahme des Osmanischen Reiches am Krieg zu beenden. Am 30. Oktober 1918 unterzeichneten das Osmanische Reich vertreten durch den Marineminister Rauf Orbay und die Alliierten, vertreten durch den britischen Admiral Somerset Gough-Calthorpe einen Waffenstillstand. Der Waffenstillstand beendete die osmanische Beteiligung am Krieg.

### Alliierte Besatzung
Die Sieger des Ersten Weltkrieges begannen bald mit der militärischen Besetzung und der Teilung des türkischen Kaiserreichs. Die osmanischen Grenzprovinzen in Arabien und Palästina standen bereits unter der Kontrolle der Briten und Franzosen. Nach der Unterzeichnung des Waffenstillstands bezogen alliierte Kriegsschiffe vor der Küste von Konstantinopel Position in den Meerengen der Dardanellen und dem Bosporus, um diese zu sichern. Im Februar 1919 führte der französische General Louis Félix Marie Franchet d’Espèrey eine griechische Besatzungstruppe in die Stadt, nachdem bereits französische, britische und italienische Truppen in der Stadt stationiert worden waren. Die anatolische Provinz Antalya wurde von den Italienern besetzt und Kilikien und das Vilâyet Adana wurden von französischen Truppen kontrolliert, die aus Syrien vorrückten. Schon Ende 1918 begannen sich allerdings bereits kleine Widerstandsgruppen unter dem Namen Gesellschaften zur Verteidigung der Rechte (Müdâfaa-i hukuk cemiyetleri) zu bilden.

### Griechische Besetzung
Der Wendepunkt in der türkischen Nationalbewegung begann am 14. Mai 1919, als griechische Besatzungstruppen die Stadt Smyrna (heute Izmir) besetzten. In der Stadt und dem Umland gab es eine beträchtliche griechische Gemeinde. Die griechischen Streitkräfte hatten zuvor die klare Absicht einer dauerhaften Annexion der Provinz Izmir geäußert. Die Griechen stießen sofort auf heftigen Protest und Widerstand der türkischen Bevölkerung, von denen viele aus Geheimlagern Waffen bezogen hatten. Die Nachricht von der griechischen Besatzung verbreitete sich rasch im ganzen Reich und förderte die türkische Abneigung gegen die Besetzung der Alliierten.

### Mustafa Kemal Atatürk und der türkische Befreiungskrieg

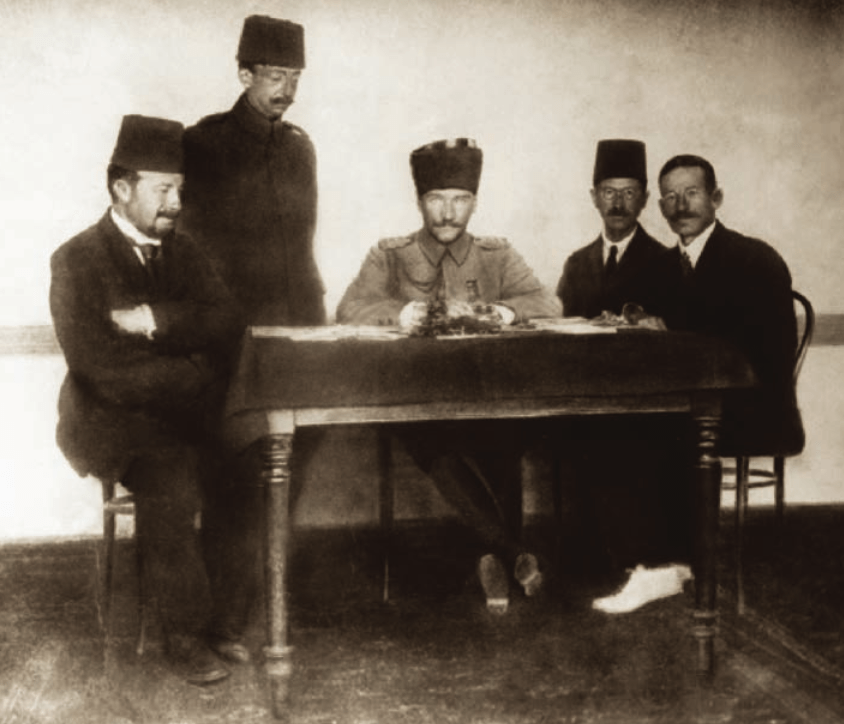
Mustafa Kemal mit Delegierten

Während die griechischen Streitkräfte versuchten, ihre Stellung in Izmir zu festigen, wurde der erfolgreiche osmanischer Offizier Mustafa Kemal vom Sultan auf ausdrücklichen Wunsch der Alliierten Heeresinspektor der östlichen Provinzen und sollte dort Frieden und Ordnung durchsetzen und die verbliebenen osmanischen Regimenter auflösen. Am 19. Mai traf Kemal in der Hafenstadt Samsun am Schwarzen Meer ein.
Trotz der osmanischen Befehle begann Kemal, eine nationale türkische Widerstandsbewegung zu organisieren, um die Territorien Anatoliens vor dem Eindringen der Besatzungsmächte zu schützen. Am 28. Juni schrieb der britische stellvertretende Hohe Kommissar in Konstantinopel, Admiral Richard Webb, einen Brief an Sir Richard Graham über den türkischen Widerstand im Osten des Osmanischen Reiches und den aufkeimenden griechisch-türkischen Konflikt: „Es ist jetzt sehr ernst geworden, und natürlich geht alles auf die Zeit der Besetzung Smyrnas durch die griechischen Truppen zurück [...] Bis zur Besetzung Smyrnas kamen wir recht gut voran. Der Türke war natürlich etwas mühsam, aber wir konnten nach und nach die schlechten Valis, Mutesssarifs usw. entlassen, und ich denke, wir hätten uns ohne große Mühe bis zu einem Frieden gut verstehen können [...] Aber jetzt ist alles anders. Griechen und Türken töten sich gegenseitig im Vilayet Aydin. Mustafa Kemal ist um Samsun herum beschäftigt und weigert sich bisher, zu kooperieren. Raouf Bey und ein oder zwei andere sind bei Bandırma und es gibt Indizien, die darauf hindeuten, dass das Kriegsministerium hier in Konstantinopel das organisierende Zentrum der Unruhen ist.“

## Vorbesprechung in Amasya
Im Juni 1919 sprach Kemal mit prominenten türkischen Staatsmännern und Offizieren wie Ali Fuat Cebesoy und Rauf Orbay in der Stadt Amasya bei einem geheimen Treffen und unterrichtete auch den türkischen General Kâzım Karabekir, der das 15. Armeekorps bei Erzurum befehligte und früh die Vilayat-i Sarkiye Muidafaa-i Hukuk-u Milliye Cemiyeti (Gesellschaft zur Verteidigung der nationalen Rechte in den östlichen Provinzen) unterstützte.
Das Treffen legte den Grundstein für die türkische Nationalbewegung und den nachfolgenden Kongress von Erzurum.
Nach dem Treffen in Amasya telegrafierte Kemal an viele türkische Zivil- und Militärpersonen ein Rundschreiben und stellte die Ideen der türkischen Nationalisten vor:
1. Die Integrität des Landes und die Unabhängigkeit der Nation sind in Gefahr
2. Die Zentralregierung kommt ihren Pflichten, für die sie verantwortlich ist, nicht nach. Infolgedessen wird die Nation als solche nicht wahrgenommen.
3. Nur der Wille und die Entschlossenheit der Nation können die Unabhängigkeit der Nation retten.[12]

In der Zwischenzeit begann General Kâzım Karabekir mit der Versendung von Einladungen für eine Versammlung türkisch-ostanatolischer Delegierter in der Stadt Erzurum. Kemal kam nach Erzurum, um mit der Organisation des Treffens türkischer Delegierter zu beginnen. Um jegliche Anklage wegen Verrats oder Rebellion gegen das immer noch rechtmäßige osmanische Sultanat zu vermeiden, trat Kemal von seinem Posten zurück und gab den Titel Pascha ab. Um den Anschein der Rechtmäßigkeit zu wahren, wurde Kemal von der offiziellen Gesellschaft zur Verteidigung der Rechte von Ostanatolien unterstützt, einer im März 1919 in Erzurum gegründeten Vereinigung, die gesetzlich eingetragen und vom Vilâyet Erzurum anerkannt war.

## Verlauf des Kongresses

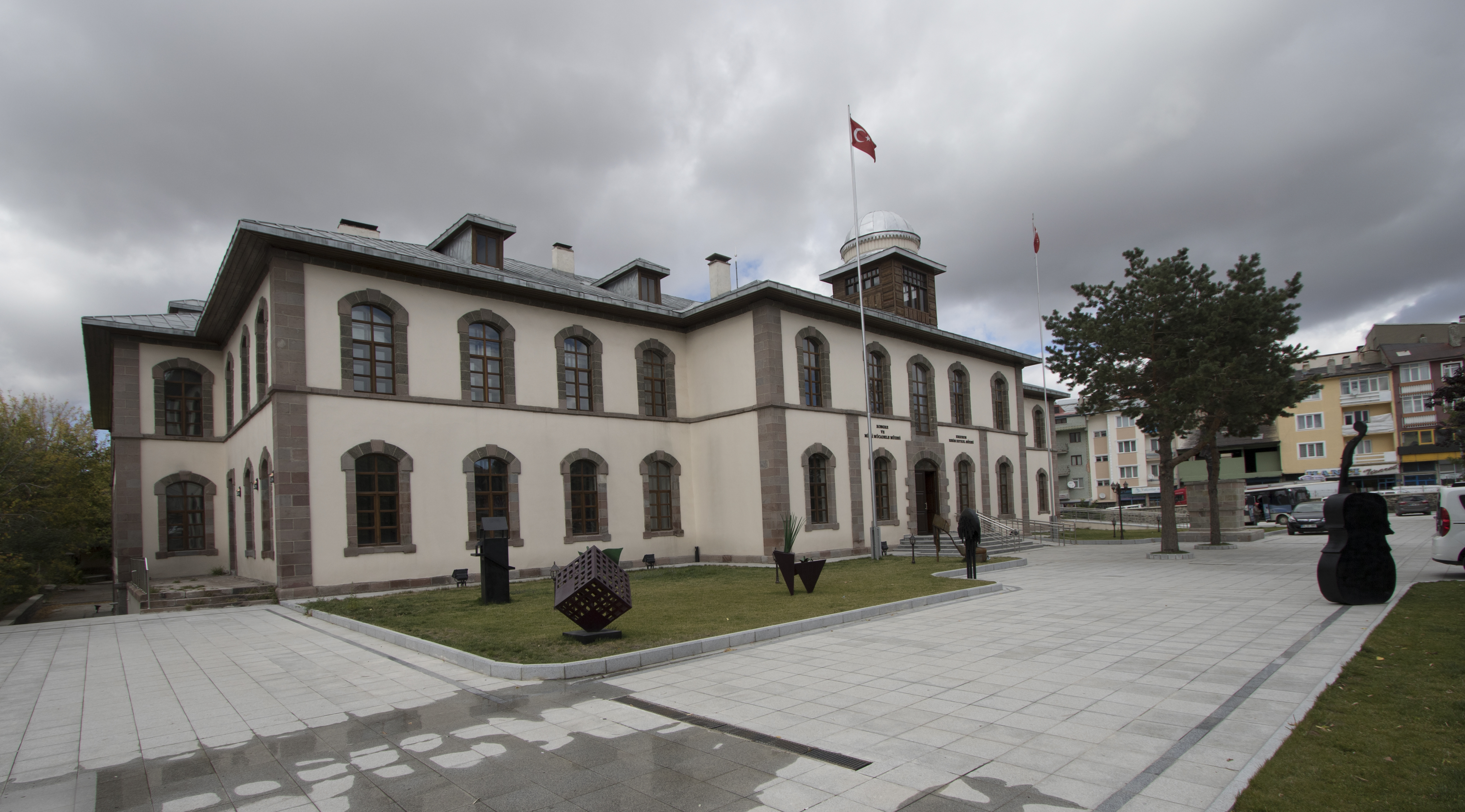
Das ehemalige Sanasaryan Koleji (heute: Erzurum Kongre ve Milli Mücadele Müzesi) war Tagungsort in Erzurum

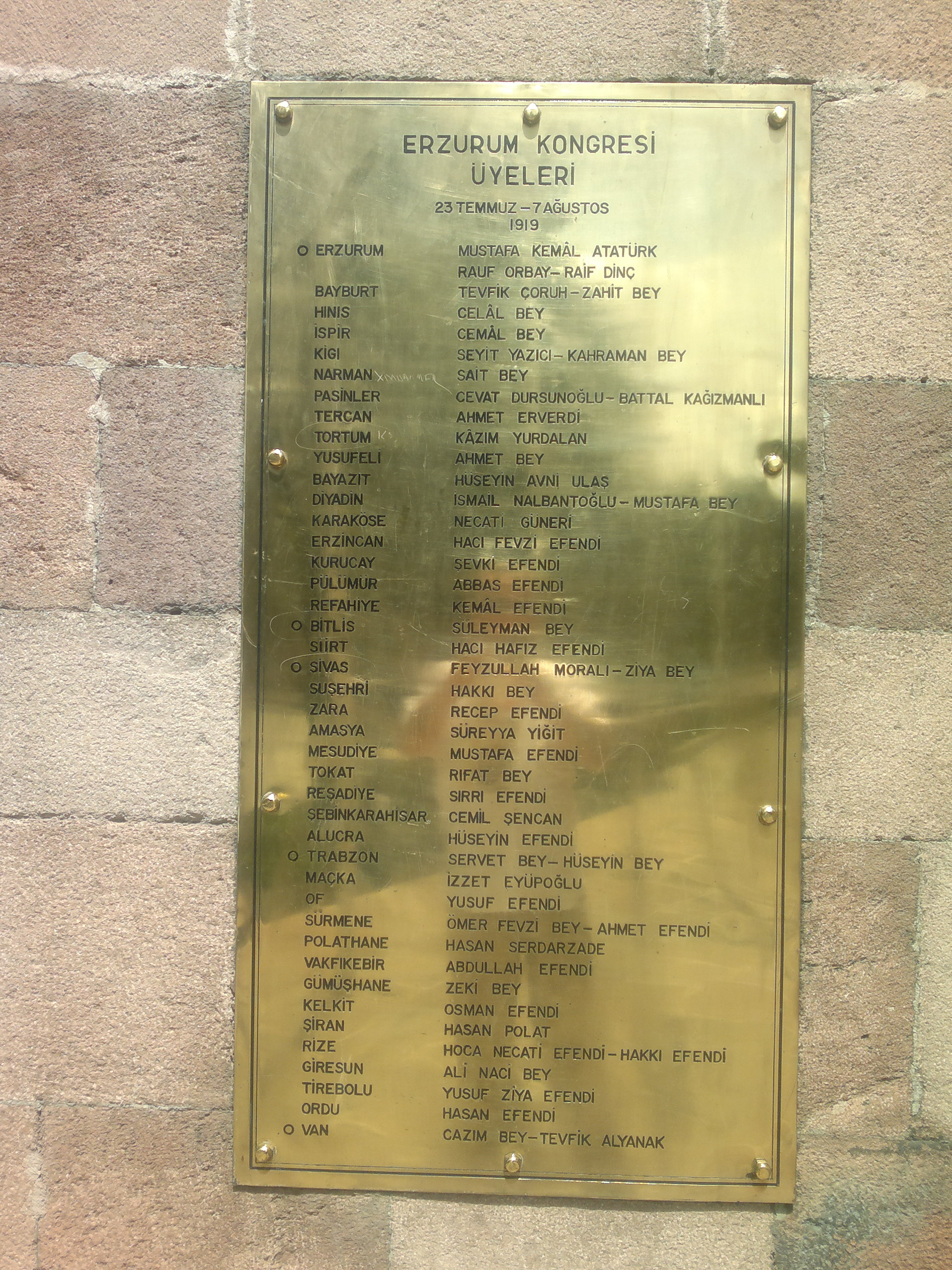
Gedenktafel mit den Namen der Teilnehmer

Am 23. Juli 1919 trafen sich 56 Delegierte aus den Vilâyets von Bitlis, Erzurum, Sivas, Trabzon and Van in Erzurum auf Einladung von Mustafa Kemal and Kâzım Karabekir. Die Konferenz wurde in dem Gebäude abgehalten, in dem sich einst das Sanasaryan Koleji befunden hatte, eine renommierte Schule und ein ehemaliges regionales Zentrum der armenischen Kultur und Bildung in den Jahren vor dem Völkermord an den Armeniern.
Am ersten Tag wählten die Delegierten Mustafa Kemal zum Vorsitzenden des Kongresses. Der Kongress traf eine Reihe wichtiger Entscheidungen, die das zukünftige Handeln der Türken im Befreiungskrieg prägen sollten. Der Kongress bekräftigte die Wünsche der Provinzen, im Osmanischen Reich zu bleiben, anstatt von den Alliierten aufgeteilt zu werden. Man weigerte sich, ein Völkerbundmandat für das Reich anzuerkennen und wandte sich gegen Sonderrechte für Griechen oder Armenier. Es wurde beschlossen, gegen solchen Maßnahmen Widerstand zu leisten, sollte versucht werden, diese umzusetzen. Der Kongress entwarf außerdem eine erste Version des Misak-ı Millî (Nationalpakt), der später in Sivas verabschiedet werden sollte. Bevor der Kongress am 17. August endete, wählten die Delegierten die Mitglieder für ein Repräsentationskomitee (Heyet-i Temsiliye) mit Kemal als Vorsitzendem, sowie Rauf Orbay, Bekir Sami Bey, Refet Bey, Kara Vâsıf Bey und Mazhar Müfit Bey.
Während des Kongresses wurde General Kâzım Karabekir vom Sultanat direkt angewiesen, Kemal und Rauf unter Arrest zu stellen und Kemals Position als Generalinspekteur der östlichen Provinzen zu übernehmen. Er widersetzte sich der Regierung in Konstantinopel jedoch und lehnte es ab, die Festnahme durchzuführen.
Es wurden folgende Entscheidungen getroffen:
- Die territoriale Integrität und Unteilbarkeit des Heimatlandes müssten geschützt werden.
- Die Nation würde Widerstand gegen jede fremde Besatzung leisten.
- Eine provisorische Regierung würde gebildet, wenn die Regierung in Konstantinopel nicht in der Lage sei, die Unabhängigkeit der Nation und die Einheit zu wahren.
- Ziel ist es, die nationalen Kräfte zu einem herrschenden Faktor zusammenzufassen und den Willen der Nation als souveräne Macht zu etablieren.
- Die Nation akzeptiere den Status eines Mandats des Völkerbundes oder eines Protektorats nicht.

## Auswirkungen
Dem Erzurum-Kongress folgte ein Kongress in Sivas, an dem Delegierte aus dem ganzen Reich teilnahmen. Der Sivas-Kongress wendete die auf dem Erzurum-Kongress vorgestellten Ideen auf ganz Anatolien und Rumelien an. Die Gesellschaft zur Verteidigung der nationalen Rechte Ostanatoliens wurde zur Gesellschaft zur Verteidigung der Rechte Anatoliens und Rumeliens. Der Erzurumer Kongress war die erste Konferenz türkischer Delegierter während des türkischen Unabhängigkeitskrieges, die zur Abschaffung des osmanischen Sultanats führte. Obwohl der Kongress in Sivas seine Unterstützung für den Sultan zum Ausdruck brachte, machte er deutlich, dass er der Ansicht sei, dass die Regierung und der Großwesir in Konstantinopel die Rechte der türkischen Bürger und das Staatsterritorium nicht schützen könnten. Der Kongress etablierte einen türkischen Nationalismus und spielte eine wesentliche Rolle bei der Definition einer neuen türkischen nationalen Identität für die aufstrebende Republik Türkei.